# Franklandia
Franklandia R. Br. – rodzaj roślin z rodziny srebrnikowatych (Proteaceae). Obejmuje 2 gatunki występujące endemicznie w południowej części zachodniej Australii.

## Etymologia
Nazwa rodzajowa została nadana na cześć Sir Thomasa Franklanda (1750–1831), angielskiego botanika, który specjalizował się w roślinach podwodnych.

## Morfologia
PokrójWiecznie zielony mały krzew dorastający do 1,6 m wysokości.
LiścieŚredniej wielkości lub bardzo duże, skórzaste lub mięsiste. Nie posiadają przylistków.
KwiatyZebrane po kilka w gronach, ułożone naprzemianlegle, naprzeciw podsadek. Kwiaty są średniej wielkości lub duże, regularne. Są pozbawione hypancjum. Posiada 4 działki kielicha, nagie, o barwie od białej, przez kremową, żółtą, złotą, aż do czerwonej. W okwiecie znajdują się 4 pręcikowia oraz 4 pręciki. Pylniki są przytwierdzone do podstawy, skierowane do wewnątrz, posiadają 4 komory oraz 4 mikrosporangia. Ziarenka pyłku są duże, kuliste.
OwoceNiemięsiste, owłosione. Owocolistki nie otwierają się samoczynnie, by wypuścić dojrzałe nasiona. Nasiona nie posiadają bielma. Zarodki są zróżnicowane. Nasiona posiadają 2(–8) liścienie.

## Biologia i ekologia
Roślina dwupienna. Jest mezofityczna (przystosowana do klimatu umiarkowanie wilgotnego) lub kserofityczna. Kwiaty są zapylane przez owady, ptaki, nietoperze, bądź jeszcze na inne sposoby.

## Systematyka
Pozycja i podział rodziny według Angiosperm Phylogeny Website (aktualizowany system APG III z 2009)
Rodzaj z rodziny srebrnikowatych stanowiącej grupę siostrzaną dla platanowatych, wraz z którymi wchodzą w skład rzędu srebrnikowców, stanowiącego jedną ze starszych linii rozwojowych dwuliściennych właściwych. W obrębie rodziny rodzaj sklasyfikowany jest do podrodziny Proteoideae Eaton, 1836
Wykaz gatunków
- Franklandia fucifolia R.Br.
- Franklandia triaristata Benth.